# Moschiola meminna
Moschiola meminna — вид парнокопитних родини Tragulidae. На Шрі-Ланці цей вид зустрічається в сухій зоні, а у вологій змінюється Moschiola kathygre.

## Характеристики
Довжина голови й тулуба становить від 55 до 60 сантиметрів, довжина хвоста від 2 до 5 сантиметрів, вага дорослих тварин від 2 до 4,5 кілограмів. Забарвлення шерсті та плямистий малюнок подібні до Moschiola indica, але верхній ряд плям не зливається в суцільну смугу на плечі. Розмір тіла невеликий, задні лапи відносно довгі, а другорядні пальці невеликі.

## Середовище проживання
Це в основному мешканець лісів і зазвичай зустрічається в усіх типах лісів у сухій зоні, а також на кокосових плантаціях і в садах. Він ніколи не відходить далеко від водойм.

## Спосіб життя
Про його спосіб життя відомо небагато. Один екземпляр, який перебував під опікою людини, прожив до 14,5 років. Вид в основному активний у сутінках і вночі.